# Constantius Gallus
Constantius Gallus, ou simplement Gallus (Flavius Claudius Constantius Gallus), né vers 325 et mort en 354, est un césar de la partie orientale de l'Empire romain du IVe siècle.

## Biographie
Fils d'un demi-frère de Constantin Ier, Flavius Julius Constantius, il est lui-même le demi-frère de Julien. Avec celui-ci, il est élevé à l'écart de la cour, et se trouve dans une situation précaire après l'assassinat de leur père en 337.
Vers 349, Constance, la fille de Constantin Ier, est donnée en mariage par son demi-frère, Constance II, à Gallus. Ils ont ensemble une fille nommée Anastasia.
En 351, l'empereur Constance II l'élève à la dignité de césar, à 26 ans, et l'installe à Antioche, pendant que lui-même séjourne en Occident.
Nommé trois fois consul, en 352, 353 et 354, Gallus organise quelques opérations de police en Orient, en particulier contre les brigands d'Isaurie et contre une insurrection juive. Il doit faire face à des troubles à Antioche, causés par une disette. Mais il gère la situation de manière très maladroite et condamne à mort ou laisse assassiner un certain nombre de notables.

Constance II décide en secret de le faire exécuter et le rappelle en Occident. Le général Lucillianus est nommé commandant de ses protecteurs domestiques et s'efforce durant son voyage de calmer ses soupçons. Gallus est arrêté à Pétovio par le général Barbatio, l'ancien commandant chargé de sa sécurité personnelle, et conduit à Pola en Istrie, où le César Crispus, fils de Constantin Ier avait été exécuté en 326. Il est jugé par un tribunal dirigé par le grand chambellan Eusèbe, le secrétaire particulier de l'empereur Constance II et le commandant de la garde Mallobaudes. Il est exécuté en 354 à Flanona, en Dalmatie.

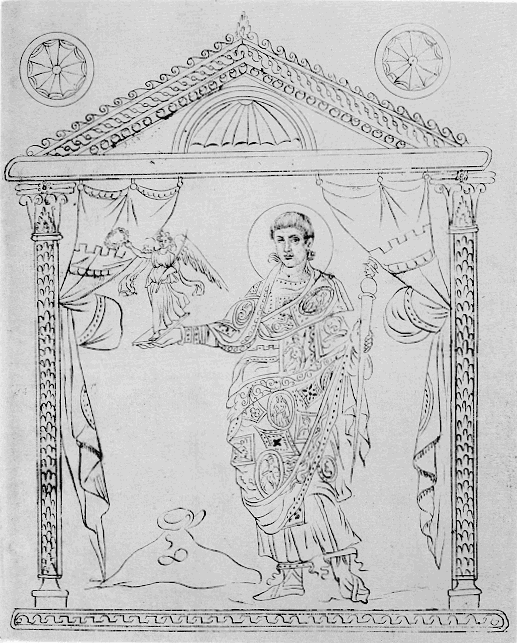
Constantius Gallus dans une copie ultérieure du Chronographe de 354.